# منقذ السريع
منقذ السريع (7 يوليو 1960)، ممثل ومخرج كويتي.

## عن حياته
هو إبن الكاتب الكبير عبد العزيز السريع وخاله الممثل الراحل محمد السريع دخل المجال الفني عام 1978 من خلال مشاركته في مسلسل الإبريق المكسور والذي جسد شخصية حمد الإبن الضرير وحقق نجاحاً كبيراً و شارك في مسلسل مذكرات جحا وبعدها توالت أعماله حتى عام 1993 من خلال انتهائه من تصوير مسلسل صواري الليل عام 1993 لكنه اكتفى في الإخراج حتى عام 2002 حين أخرج مسرحية حبة رمل كما خاض تجارب عديدة في التأليف  .

## أعماله

### المسلسلات
- صواري الليل1993 - مسلسل
- امراة مختلفة 1989 - سهرة تليفزيونية
- بو صالح يريد حلا1987 - مسلسل(صالح)
- مبارك1985 - مسلسل
- الجوهرة 1980 - مسلسل
- مذكرات جحا1979 - مسلسل(سالم)
- الإبريق المكسور1978 - مسلسل(حمد)

### المسرحيات
- إذا طاح الجمل1989 - مسرحية
- حبابة وحماره القايله1989 - مسرحية
- الأوانس1987 - مسرحية
- دفاشة 1983 - مسرحية
- يا معيريس1983 - مسرحية
- عزل السوق1981 - مسرحية
- تنزيلات1981 - مسرحية

- أول من صنع الخمر2001 - مسرحية (اعداد)

- حبة رمل2002 - مسرحية(مخرج )
- أول من صنع الخمر2001 - مسرحية(مخرج )
- بومتيح1999 - مسرحية(مخرج )
- لن أعيش في جلباب زوجتي1997 - مسرحية(مخرج )
- صباح الخير يا كويت1995 - مسرحية(مخرج )
- ولعها شعللها1993 - مسرحية(مساعد مخرج)
- أزمة وتعدي1990 - مسرحية(مساعد مخرج)
- فدوة لك1984 - مسرحية(مخرج مساعد)